# Emberi játszmák
Az Emberi játszmák (Games People Play. The Psychology of human Relationships) Eric Berne pszichológus 1964-es sikerkönyve, mely az életet játszmák sorozataként értelmezi és írja le. Noha a szakmabelieknek szánta mint segédkönyvet, olvasmányos megfogalmazása és könnyű érthetősége miatt (saját és kiadója legnagyobb meglepetésére) a laikus közönség körében is nagy sikerre és általános ismertségre tett szert, napjainkra pedig a legismertebb pszichológiai könyvek egyike. A könyv maga három részből, azon belül pedig 18 fejezetből áll.

## Énállapotok
A könyv a társas érintkezést vizsgálja, elemzi és kategorizálja, szinte kivétel nélkül a gyermekkorba visszavezetve mindennek az alapját. Az emberben három énállapotot különböztet meg. Az énállapotok olyan működésmódok, melyek közt pillanatról pillanatra válthat egy adott személy, tehát Berne mindenkiben meglevőnek nyilvánít.
- Az első abból indul ki, hogy mindenkinek voltak szülei, illetve szülőpótlékai, és az ilyesfajta szülő-én viselkedéstípus rögzül az emberben. Ezt Berne „exteropszichikus működésnek” nevezi, vagyis „mindenkiben lakozik egy szülő”.
- A második az objektív adatfeldolgozás képességével működésbe hozható személyiségjelek, viselkedések (az adott helyzetben a rendelkezésre álló adatok) alapján körvonalazható, melyet „neopszichikus működésnek” nevez. Jelentését a „mindenkiben lakozik egy felnőtt” mondattal írja le.
- A harmadik pedig a korábbi tapasztalatok alapján rögzült jó és rossz beidegződéseket, maradványokat foglalja magába, ez az „archeopszichikus működés”, mely azt jelenti, hogy „mindenkiben van egy gyermek”.

A szerző elkülöníti egymástól az énállapotokat, mert gyakran előfordul, hogy ellentétbe kerülnek egymással, és mert erősen különböznek egymástól. A különbözőségük abban áll, hogy melyiknek milyen feladata van az emberben: A felnőtt a legfontosabb, a fennmaradáshoz nélkülözhetetlen, adatokat dolgoz fel, számításokat végez; az ember ezek segítségével birkózhat meg sikeresen a külvilággal. A felnőtt dolgozza fel a tapasztalatokat is, valamint kontrollálja a másik két énállapotot is, a gyermeket, mely az intuíciók, a spontán hajtóerők és az alkotókészség gyűjtőfogalma, valamint a szülőt, amely a valódi apaság / anyaság sikeréért felelős, és bizonyos válaszokat automatikussá tesz, ezzel időt és energiát takarítva meg (ezt nevezik megszokásnak is). A felnőtt ezáltal mentesül az alól, hogy mindenféle apróságban újra és újra döntenie kelljen, a fontosabb dolgokra koncentrálhat, a rutint hagyhatja a szülőre. A három énállapot egészséges egyensúlya adja ki a teljes embert, ezért mindhárom nagyon fontos. Ezt egy úgynevezett strukturális diagramban vázolja fel, mely egyben a személyiség teljes diagramja is. Az egyes emberekre vonatkozó személyes diagramot strukturális elemzés révén lehet felállítani.

## Játszmaelemzés
Az első rész címe: „Játszmaelemzés”. Ennek első fejezete a strukturális elemzés, mely a fent említett strukturális diagramot hivatott felállítani megfigyelés alapján. A második fejezet a tranzakcionális elemzés mikéntjét foglalja magába, ez a társas érintkezés egységességét vizsgálja, illetve a kommunikáció alapszabályait fekteti le. Ezen szabályok szerint addig folytatódhat egy beszélgetés, amíg a reakciók kiegészítő jellegűek, vagyis elvben akár a végtelenségig. Ameddig a tranzakciók kiegészítő jellegűek, a szabály szempontjából mellékes, hogy két ember kritizáló pletykában (szülő-szülő), valamilyen probléma megoldásában (felnőtt-felnőtt), vagy játékban (gyermek-gyermek) merül el. Ellentétes szabály is van Berne szerint: a kommunikáció keresztezett tranzakció esetén megszakad – ha nem az azonos (Sz-Sz, F-F, Gy-Gy) vagy kiegészítő (Sz-Gy) én-állapotok kommunikálnak egymással.
A harmadik fejezetben („eljárások és rituálék”). Megállapítja, hogy a tranzakciók rendszerint sorban zajlanak le. Ez azt jelenti, hogy bizonyos dolgoknak megvan a maga rituáléja (pl. az udvarlásnak) vagy megvan a maga eljárása (pl. munka). Ezeket nehéz megváltoztatni, de nem lehetetlen. A negyedik fejezet az „időtöltés” címet viseli, melyet szintén kategorizál: férfibeszélgetésre (autók, sport) illetve női beszélgetésre (divat, konyha). A mustrálás a fiatalok jellemző időtöltése, a kor előrehaladtával ez mérlegeléssé válik, jelezve az érett kor beköszöntét. Az időtöltés segít a barátok kiválasztásában, általában tudattalanul, és beleviszi az embert egy adott csoporton belüli szerepbe, melyből az ötödik fejezet, a „játszmák” segítenek kilépni. A játszma mindig egy jó meghatározott cél felé viszi az egyént, nemegyszer ismétlő módon, legtöbbször trükkös lépések sorozata révén, a rejtett cél elérése érdekében. A különbség a játszmák, az eljárások és a rituálék között az, hogy a játszma mindig rejtett jellegű és nyereségvágy jellemzi. Az eljárás lehet sikeres, a rituálé hatékony, az időtöltés hasznot hajtó, és bár mind versengést szül, de mivel mindhárom nyílt, kimenetelük sosem drámai, nincs bennük konfliktus. A játszmák alapvetően tisztességtelenek, kimenetelük nem csupán izgalmas, de drámai jellegű is lehet. Bevezeti a művelet fogalmát, amely egy specifikus tisztázott cél érdekében történő tranzakció. A játszma általában a szülői és a gyermek állapot között játszódik le. A tranzakciókban ez nem feltétlenül a gyermeknevelésre vonatkozik, lehet például egy házasságban is ilyen, ahol a férj (vagy feleség) a zsarnok, a párja pedig gyenge, engedelmeskedő (gyermek). Előnye ennek az, hogy a zsarnok megkapja azt a tiszteletet, ami maga szerint jár neki, de inkább a gyengébb félnek segít, megkímélve őt a félelmeitől (=mihez kezdek egyedül) és magyarázza az alárendelődés szükségességét. Esetenként mazochista hajlam van e mögött. A gyermekek 3-8 éves kor között tudatosan indítanak játszmákat, melyek felnőtt korra féltudatos, vagy tudattalan játszmák kialakulásához vezethetnek.

## Játszmatár
A második rész a „játszmatár”. Számtalan játszma létezik és folyamatosan fedeznek fel újabbakat és újabbakat a könyv megírása óta, melyeket addig csak valamelyik változatának hittek.
Hatodik fejezet: „életjátszmák”. Normális társadalmi körülmények között minden játszmának fontos, talán döntő hatása van a játékos, játékosok sorsára, mint például az „alkoholista”, az „adós”, a „most rajtacsíptelek, te gazember!”, a „rúgj belém”, az „ennek is te vagy az oka” típusú játszmák, illetve ezek főbb változatai.
Az „alkoholista” és/vagy az egyéb függőségben élő törődésre vágyik, akarja hallani mások véleményét saját magáról és akkor érzi jól magát, ha a saját, vagy valaki más szülő-énje megdorgálja, megdorgálhatja saját gyermek-énjét.
Az „adós” az, aki úgy ad célt az életének, hogy adósságot halmoz fel, melyet aztán törleszt, majd mikor azokon túl van (jelzálog kifizetve, gyermekek kitaníttatva, stb.), az élete céltalanná válik. Rendszerint ekkorra már idős ember, nyugdíjas, akit az államnak kell ellátnia, mely által hitelezővé válik, várja, hogy a társadalom visszafizesse az ő kölcsönét, amit adott. A „most rajtacsíptelek” típus az, aki egy adott szituációban az összes addig felgyülemlett ilyen irányú haragját kiadja magából (mikor a néni abbéli dühében, hogy nem adják át neki a helyet a buszon, ami szerinte megilleti, a legfiatalabbat elkezdi szapulni és nagyon eltúlzott következtetéseket levonni), ettől megkönnyebbül, és jobban érzi magát. Élvezte a játszmát.
A „rúgj belém” játékosának modora olyan, mintha egy „kérlek, rúgj belém!” feliratú táblát viselne, mellyel szemben társas interakciói során (szinte) ellenállhatatlan kísértésbe viszi embertársait, hogy belérúgjanak. Mikor előáll eme természetesnek mondható következmény, felteszik a kérdést: „Miért mindig velem történik ilyesmi?”
A „most rajtacsíptelek, te gazember!” típusú játszmában két szereplő van. A rajtacsípő személyt sokkal jobban izgatja a lefülelés ténye, mint az, hogy ezzel mekkora kárt sikerült elkerülnie, vagy az, hogy milyen szemfüles volt. Itt jogos üzleti vitában szülő (rajtacsípő) és gyermek (lefülelt) vitázik, ahol a szülő sok éves haragját rázúdíthatja a gyermekre, hosszasan kioktatva őt egész életviteléről, illetve levélben, vagy egyéb módon szintén hosszasan becsmérelve a lefülelt személy tisztességét és morálját mindaddig, amíg az bocsánatot nem kér, vagy más módon nem visszakozik. Rendszerint egyáltalán nem emlékszik az eredeti provokációra, de a rákövetkező csatározást (mely nagy élvezetet nyújt számára) viszonylag pontosan fel tudja idézni.
Az „ennek is te vagy az oka” típusú játszma általában házasságban történik, de játszódhat munkahelyen, vagy szülők és gyermekei között is. Az egyik fél nyugalomra vágyik és úgy látja biztosítottnak a másik fél távozását és saját hosszú távú nyugalmát, ha mindenért a másikat okolja. Célja lehet még a felelősség elkerülése, elhárítása is.

## Folytatás
A szerző szerint e könyv folytatása a Sorskönyv, amely végső formáját „az 1966 és 1970 között szervezett San Franciscó-i tranzakcióanalízis szemináriumokon nyerte el. Csaknem lehetetlen volna pontosan eldönteni, melyik gondolatának ki a szerzője, hiszen e négy év alatt több mint száz klinikus látogatta rendszeresen a heti összejöveteleinket. A sorskönyv-teória specifikus fejleményeit Pat Crossman, Mary Edwards, Stephen Karpman, David Kupfer , I. L. Maizlish, Ray Poindexter és Claude Steiner a Transactional Analysis Bulletin című szakfolyóiratban folyamatosan közzétették. Az eredeti ötlet jelen könyv szerzőjétől származik, s elsőként a Transactional Analysis in Psychotherapy egyik fejezeteként látott napvilágot, majd később más könyvekben és magán a szemináriumon is további elemekkel gazdagodott.”

## Bibliográfia
- Eric Berne: Games People Play. The Psychology of human Relationships (Andre Deutch Ltd., London, 1968) ISBN 0-345-41003-3

### Magyarul
- Emberi játszmák; ford. Hankiss Ágnes; Gondolat, Bp., 1984 ISBN 9632813804